# Аді Роше
Аді Патрісія Роше (англ. Adi Patricia Roche; нар. 11 червня 1955) — ірландська активістка та агітаторка за мир, гуманітарну допомогу та освіту. Виступає проти використання атомної енергетики. Засновниця та генеральна директорка Міжнародного дитячого проекту Чорнобиля (ССІ). Вона зосередила увагу на полегшенні страждань дітей, які пережили ту Чорнобильську катастрофу 1986 року.

## Життєпис
Аді Роше народилася в Клонмелі, графство Тіпперарі, в 1955 році. Після середньої школи пішла працювати в Aer Lingus. В 1984 році почала працювати на повний день доброволицею Ірландської кампанії з ядерного роззброєння. Вона розробила Програму мирного виховання та впровадила її у понад півсотні шкіл по всій Ірландії. У 1990 році стала першою ірландкою, обраною до ради директорів Міжнародного бюро миру при ООН в Женеві.

## Програма для дітей, які постраждали через Чорнобильску катастрофу
У 1991 році Роше заснувала програму надання допомоги дітям Білорусі, Західної Росії та України (Chernobyl Children International (CCI)). Ця міжнародна медична та гуманітарна організація працює з дітьми та сім'ями, які постраждали та потерпають і зараз внаслідок Чорнобильської ядерної катастрофи 1986 року. Під керівництвом Роше CCI надала понад 105 мільйонів євро районам, більш ураженим радіацією, і можливість понад постраждалим 25 500 дітям приїхати до Ірландії для життєво важливого лікування та оздоровлення. Один з проєктів CCI — «Будинки надії». Ця програма надала 30 відремонтованих нових будинків дітям з двох білоруських інтернатів. Метою було перемістити дітей з державних установ в дім, де їх будуть любити. 2010 року Гарда Сіохана подарував 70 000 євро на дім десяти сиріт. CCI побудувано та обладнано перший в Білорусі дитячий хоспіс. CCI проводить навчання та заняття з підвищення кваліфікації персоналу для забезпечення найкращої допомоги пацієнт(к)ам. CCI першими проявили ініціативу в укладанні угоди між Ірландією та Білоруссю від імені уряду Ірландії про дозвіл на всиновлення білоруських дітей ірландськими сім'ями. Також програма Роше посприяла розвитку та покращенням у сфері психічного здоров'я та інвалідності дітей. На жаль, з 1986 року спостерігається помітний приріст дітей, народжених з психічними та фізичними вадами, і саме це підштовхнуло CCI захищати та розвивати права людей, які перебувають у інституційній опіці. В подальшому це стало основним заняттям програми. За останні 15-20 років ССІ провело 4 000 рятувальних кардіохірургічних втручань у співпраці з доктором Вільямом Новіком з Novick Cardiac Alliance. Ця місія отримала назву «Літаючі лікарі» (хірургічні групи літали й досі літають до України, щоб допомагати дітям, які не мають можливості лікуватися за кордоном).

##### Додаткові активні проєкти ССІ
- Програми тренінгу для медсестер та терапевтів: ССІ відправляє медсестер-волонтерок і кваліфікованих логопедів у постраждалі від Чорнобиля регіони, щоб безпосередньо працювати з дітьми у нестабільних медичних умовах та навчати місцевих колег.
- Громадські центри та програми: побудовано чи оновлено десять нових центрів, що надають освітні, медичні та соціальні послуги населенню.
- Програми відпочинку та оздоровлення: ССІ спонсорувало літні та зимові канікули в Ірландії для понад 25 500 дітей із забруднених районів.
- Велику кількість дітей прийнято в спеціально створених таборах у Білорусі, включаючи спеціальні табори для дітей, які одужували після операції на серці та після онкологічних операцій, та дітей з важкою інвалідністю.
- Гуманітарна допомога «Aid Direct»: закупівля та доставка необхідних медичних та інших товарів побутового вжитку в Білорусь, в громадські центри по всій країні.

## Співпрацця з ООН
26 квітня 2016 року, на 30-ту річницю Чорнобильської катастрофи, Роше звернулася до Генеральної Асамблеї ООН в Нью-Йорку з метою виступити на тему Чорнобильської катастрофи. Білоруська делегація ООН надала їй час виступу на обговоренні Генеральної Асамблеї Чорнобиля, на знак визнання міжнародної ролі Ірландії та її програми ССІ у допомозі жертвам Чорнобильської катастрофи. Це був перший раз, коли неполітичній особі була надана честь виступити на Генеральній асамблеї ООН протягом часу, відведеного  країні. 8 грудня 2016 року, в результаті виступу Аді Роше, ООН ратифікувала «Стійку спадщину Чорнобильської катастрофи», символічним елементом якої є реалізація «Міжнародного дня пам'яті Чорнобильської катастрофи».
В 2001 році Роше започаткувала виставку, присвячену 15-ій річниці ядерної аварії, у штаб-квартирі ООН у Нью-Йорку. Чорнобильська спадщина була продемонстрована за допомогою цифрових зображень, фотографій та скульптур. Виставка «Чорний вітер, біла земля» була ведучою та популярною культурною подією протягом місяця, де було представлено твори художників, що передають страждання, спричинені аварією. Виставка мала шалений успіх і європейську прем'єру в Дубліні в 2002 році.
Аді Роше продовжує співпрацювати з ООН, щоб надалі висвітлювати наслідки Чорнобильської катастрофи. Протягом останнього десятиліття вона брала участь у конференціях ООН та симпозіумах щодо наслідків ядерного вибуху, спонсорованих ООН. Також вона звернулася до послів Генасамблеї ООН, конференції ЮНЕСКО та Манчестерського міжнародного фестивалю миру з метою висвітлити тему катастрофи. Роше висунула поради та пропозиції Місії ООН з оцінки потреб та висловила декілька заяв про те, як найкращим чином доставити гуманітарну допомогу у найбільш постраждалі райони Білорусі, України та західної Росії.
У липні 2003 року Роше була головною доповідачкою під час запуску Міжнародної Чорнобильської дослідницької та інформаційної мережі (ICRIN) у Женеві, Швейцарія. ICRIN — спільна спонсорована ініціатива ООН та Швейцарського агентства з розвитку та співробітництва. Роше була зобов'язана представляти неурядові організації в Наглядовій комісії ICRIN. Щоб відзначити 18-ту річницю трагедії у квітні 2004 року, Роше запросили виступати на Генеральній Асамблеї ООН в їх штаб-квартирі в Нью-Йорку та продемонструвати документальний фільм, який отримав «Оскар», «Чорнобильське серце». Також її запросили представники United Nations Development Program для засідання в оргкомітеті та попросили виступити головною спікеркою на Міжнародній Чорнобильській конференції, яка відбулася в Мінську в квітні 2006 року й була присвячена 20-й річниці Чорнобильської катастрофи. У 2004 році організація ССІ отримала офіційний статус United Nations Development Program від США.

## Нагороди
Аді Роше у 1993 році зняла документальний фільм «Чорний вітер, Біла земля», в якому передала страждання дітей Чорнобиля, і наступного року їй було присвоєно премію European Woman Laureate Award та визначено людиною року цілої Республіки.
- 1997 Міжнародна нагорода миру Тіпперарі, яку назвали «видатною нагородою Ірландії за гуманітарну роботу».
- 2001 Звання докторки юридичних наук від університету Альберти, Канада.
- 2007 Премія за гуманітарну допомогу імені Роберта Бернса.
- 2010 Нагорода «Здоров'я дітей». Відтоді ССІ врятувала життя тисячам дітей, народжених із вродженими вадами серця.
- 2015 World of Children Alumni Award Honoree за «неймовірний вплив, який вона продовжує мати на життя дітей Чорнобильської області».
- 2015 Гуманітарна премія принцеси Грейс.

##### Нагороди
- Премія Президента Торгової палати 2019 року
- Свобода міста Корка 2016
- Гордість Ірландії за життєві досягнення 2016 року
- Топ-20 найкращих жінок Ірландії усіх часів 2014 року
- Основна спікерка на перших ювілейних вшануваннях японського землетрусу у Фукусімі 2012 року
- Гуманітарна премія «Девід Чоу» 2008
- Кандидатка в народні альянси в Ірландській президентській кампанії 1997 року
- Європейська особа року 1996
- Лауреатка Європейської жінки, 1996
- Ірландська особа року 1996
- Перша ірландка обрана до Ради директорів Міжнародного бюро миру в Женеві
- Призначена урядом у колегію Інституту радіологічного захисту Ірландії (RPII)

##### Почесні ступені
- Почесний докторський ступінь з юриспруденції університету Альберти, Канада.
- У 2002 році нагороджена спільно з доктором юридичних наук Алі Х'юсоном Національним університетом Ірландії, Голвей.
- У 2016 році нагороджена спільно з доктором грамот Алі Х'юсоном університетом Лімерика.

## Політична діяльність
На президентських виборах 1997 року Роше балатувалася на посаду президента Ірландії як кандидатка в коаліцію від Партії праці, Демократичної лівиці та Зеленої партії. Вийшла на четверте місце з п'яти кандидатів, отримавши майже 7 % голосів.